# Maçanet de Cabrenys
Maçanet de Cabrenys és un municipi de la comarca de l'Alt Empordà. Forma part, també, de la comarca de l'Alta Garrotxa, sense rang administratiu. Actualment, al mandat 2023-2027, l'alcalde de Maçanet de Cabrenys és Javi Molina Mejuto.

## Geografia
- Llista de topònims de Maçanet de Cabrenys (Orografia: muntanyes, serres, collades, indrets..; hidrografia: rius, fonts...; edificis: cases, masies, esglésies, etc).

El terme municipal es troba als peus del vessant oriental de la Serra de les Salines (Pirineus), que acull un tram del sender GR-11. Hi neixen els rius Arnera i Rinadal. Al sud / sud-oest limita amb els municipis d'Albanyà i Sant Llorenç de la Muga; a l'est, amb la Vajol i Darnius; i al nord, amb les comunes nord-catalanes de Costoja, Sant Llorenç de Cerdans, Reiners, els Banys d'Arles i Palaldà, Ceret i Morellàs i les Illes.
Abans de l'abolició de l'antic Règim Senyorial el primer terç del segle XIX, el territori actual d'aquest municipi corresponia als termes dels ens locals històrics de els Vilars i Maçanet de Cabrenys. 
Les entitats de població (regions de caire estadístic però també històric) d'aquest municipi són les següents: 
| Entitat de població | Habitants (2023) |
| Arnera              | 23               |
| Maçanet de Cabrenys | 672              |
| Oliveda             | 15               |
| Tapis               | 18               |
| els Vilars          | 5                |
| les Creus           | 8                |
| les Mines           | 20               |
| les Salines         | 14               |

| Entitat de població | Habitants (2024) |
| Maçanet de Cabrenys | 672              |
| Arnera              | 23               |
| les Mines           | 20               |
| Tapis               | 18               |
| Oliveda             | 15               |
| les Salines         | 14               |
| les Creus           | 8                |
| els Vilars          | 5                |
| Font: Idescat       |                  |

Categoria principal: Muntanyes de Maçanet de Cabrenys

## Etimologia
El nom ve del llatí Caprentius, que ha donat les torres o castell de Cabrenç o Cabrenys, nom de l'antic castell vallespirenc, dit també el castell de Serrallonga. Aquest nom, ben documentat amb les grafies de Cabrenç o Cabrens fins al segle xv, apareix escrit Cabrenchs el 1369, 1427 i 1447, i Cabrenys de la fi del segle xvi ençà: 1599, 1603,1623, 1632, etc. D'aquest topònim rep el seu nom la municipalitat de l'Alt Empordà Maçanet de Cabrenys. Hi testimoniem el reforçament de la -n per una doble tendència, palatalitzant-la en [ŋ] o velaritzant-la com [ɳ̩], si bé és molt possible que l'enfortiment fou realitzat intercalant una [k] entre n i s.

## Monuments

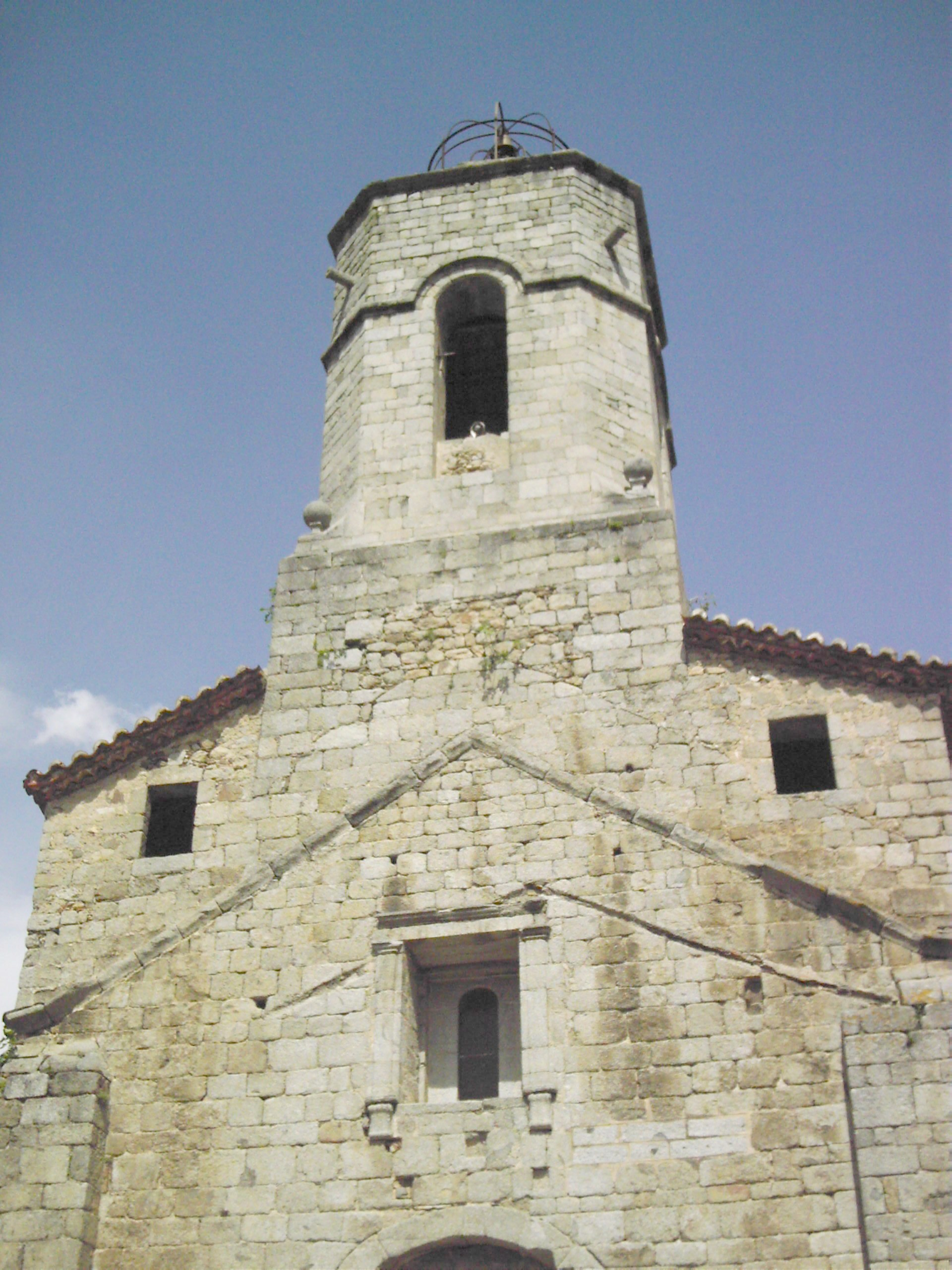
Façana de l'església

L'església de sant Martí, del segle xii o XIII, pertany al romànic tardà. Està formada per una única nau rectangular coberta per una volta en arc ogival i per un absis semicircular cobert d'una volta en forma d'ametlla. El portal està format per un timpà voladís llis de quatre arcs i d'una arquivolta; la porta, de fusta, està decorada amb forjats característics de l'època.
La capella de sant Sebastià es va construir després del focus de pesta de la fi del segle xvi, per mitjà d'aports populars. La capella actual correspon a una reforma del s. XVIII.
El santuari de la Mare de Déu de les Salines és sota el puig d'aquest nom, a 1.100 metres d'altitud i a 15 quilòmetres del nucli urbà. Va ser construït el 1271 i reformat durant el segle xviii, tot respectant-ne l'estil romànic. Se'n té notícia, però, des del 954.
El 1834 es va col·locar, al bell mig de la plaça, la maça d'en Rotllà, l'heroi carolingi. És una vara de ferro gruixuda, de més de cinc metres d'alçada, amb una anella al capdamunt per penjar-hi un fanal que ja no hi és. La van fer a l'antiga foneria que hi havia al costat de l'Arnera. Segons la llegenda, un dia Rotllà la va llençar des del pont de Ceret; segons d'altres, des del castell de Cabrenys, a Serrallonga (Vallespir). Mentre la llençava va dir: «Allà on la meva maça caurà, Maçanet de Cabrenys serà».
El menhir conegut com la Pedra Dreta és al pas de les Llebres, a poc més de dos quilòmetres del nucli urbà.
L'església Sant Briç de Tapis és dels segles x i xvii.

## Demografia
| 1497 f | 1515 f | 1553 f | 1717 | 1787  | 1857  | 1877  | 1887  | 1900  | 1910  |
| ------ | ------ | ------ | ---- | ----- | ----- | ----- | ----- | ----- | ----- |
| 27     | -      | 37     | 453  | 1.484 | 1.832 | 1.569 | 1.609 | 1.670 | 1.641 |

| 1920  | 1930  | 1940  | 1950  | 1960 | 1970 | 1981 | 1990 | 1992 | 1994 |
| ----- | ----- | ----- | ----- | ---- | ---- | ---- | ---- | ---- | ---- |
| 1.537 | 1.273 | 1.061 | 1.134 | 926  | 872  | 800  | 718  | 685  | 685  |

| 1996 | 1998 | 2000 | 2002 | 2004 | 2006 | 2008 | 2010 | 2012 | 2014 |
| ---- | ---- | ---- | ---- | ---- | ---- | ---- | ---- | ---- | ---- |
| 641  | 628  | 664  | 679  | 721  | 700  | 723  | 728  | 739  | 781  |

| 2016 | 2018 | 2020 | 2022 | 2024 | 2026 | 2028 | 2030 | 2032 | 2034 |
| ---- | ---- | ---- | ---- | ---- | ---- | ---- | ---- | ---- | ---- |
| 740  | 681  | 698  | 724  | 772  | -    | -    | -    | -    | -    |

## Història

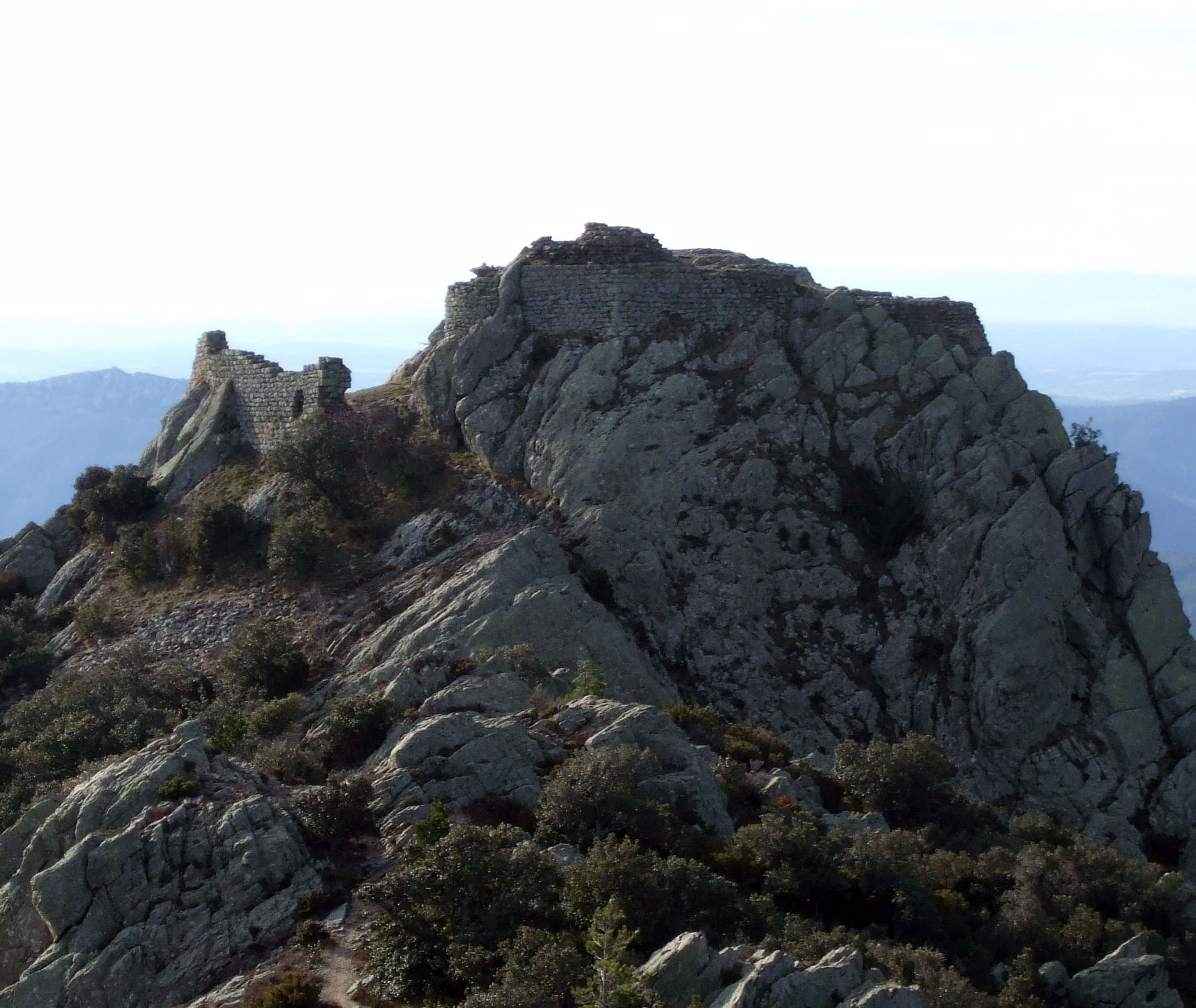
Les restes del castell de Cabrera

El segle passat, a prop de l'Arnera es van trobar destrals neolítiques que, juntament amb el menhir de la Pedra Dreta, demostren que la vall de l'Arnera era poblada des d'èpoques prehistòriques. La primera cita documentada del lloc apareix en un precepte de Lluís el Pietós, de l'any 814, «Massaneto in pago Bisuldinensi [Besalú]». En un document de 866 es diu que Ceret limita al sud amb «villam quae dicitur Macanetum».
L'any 954 el comte Guifré II de Besalú va donar al monestir de Sant Pere de Camprodon un alou de Tapis, per construir-hi el santuari de les Salines; segons altres documents dels anys 1074 i 1095, aquest alou limitava amb el «villare Leiter». Una altra notícia sobre el lloc de Maçanet i la seva església apareix l'any 1017 en la donació del comte de Besalú Bernat Tallaferro a la seu de Besalú… «in valle quae dicitur Mazaneto Ecclesiam sancti Martini». El 1117 s'escriu «Sancti Martini de Mazaneto».
El 1440 s'afegeix de Cabrenys al nom de Maçanet, perquè la vila passa a pertànyer a la baronia de Cabrenys (provinent de l'indret nord-català de Cabrenç o Cabrenys), una línia del llinatge dels Rocabertí. El 1553 la pesta negra anorrea la meitat de la població. El juliol del 1675 el tinent-general francès Le Bret, amb 1.500 homes, saqueja la vila.
La zona de l'Ermita de la Mare de Déu de les Salines pertany a aquest municipi malgrat situar-se al nord de la carena que es va seguir al Segle XVII per separar el Rosselló de l'Empordà, al Tractat dels Pirineus: el municipi de Ceret va reconèixer que l'ermita havia estat construïda gràcies a les aportacions de la gent de Maçanet. La superfície al nord de la divisòria d'aigües va ser compensada per una d'equivalent al sud de la carena pirinenca, sota Costoja, tot afectant l'actual municipi d'Albanyà.

## Economia
Hi havia hagut indústria tèxtil i del ferro, i fàbriques surotaperes, però actualment la principal font d'ingressos econòmics del municipi és el turisme, juntament amb la construcció. Hi ha una gran oferta de restaurants. S'hi envasa l'aigua de la font de les Creus, que actualment pertany al grup Vichy Catalán. Hi havia una gran fàbrica de pipes; ara en queda algun petit taller. L'agricultura de secà, la ramaderia i la indústria forestal gairebé hi han desaparegut.
Les comunicacions amb el Vallespir sempre havien estat difícils, malgrat les relacions de veïnatge i comercials existents. De fet, un projecte de carretera entre Maçanet de Cabrenys i Costoja ja existia des de primers del segle xx, i les obres es van començar el 1933. Ara bé, no va ser fins entrada la dècada dels anys 80 del mateix segle que es va fer realitat. Primer es va fer el tros entre Maçanet de Cabrenys i Tapis, i més endavant el tros entre Tapis i la frontera, mentre que s'acabava la petita distància entre Costoja i la frontera (pont sobre el riu Major). El nou enllaç entre l'Alt Empordà i el Vallespir es va inaugurar el 7 de juliol de 1995.

## Festes
Celebra les festes el primer diumenge de juliol i l'11 de novembre, dia del patró, sant Martí. El primer diumenge d'agost se celebra l'aplec de les Salines, al santuari de dalt de la muntanya. El primer diumenge després de sant Isidre hi ha una arrossada popular al mateix lloc.

## Maçanetencs destacats
Categoria principal: Persones de Maçanet de Cabrenys
- Bernat Hug de Rocabertí (1415 - 1485).
- Emili Saguer i Olivet (1865 - 1939), jurista i escriptor.
- Jaume Ministral Masià (1914 - 1982), escriptor i mestre.
- Rafael Delclós Saguer (1897-1967), periodista i mestre.
- L'escriptor Carlos Rojas Vila ((Barcelona, 1928 - Greenville, Carolina del Sud, 2020) hi passava temporades i és sebollit al cementiri.

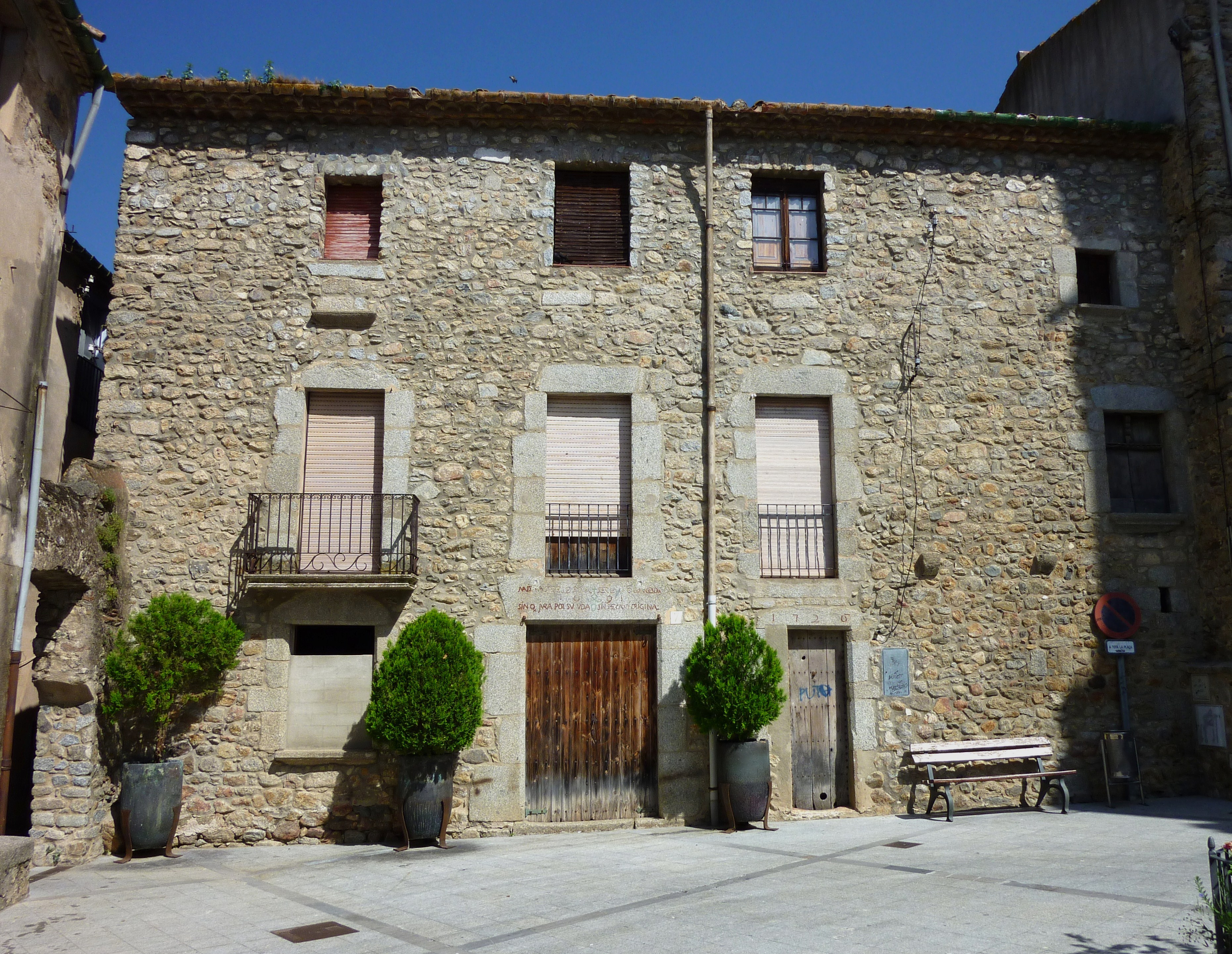
Ca l'Antuena
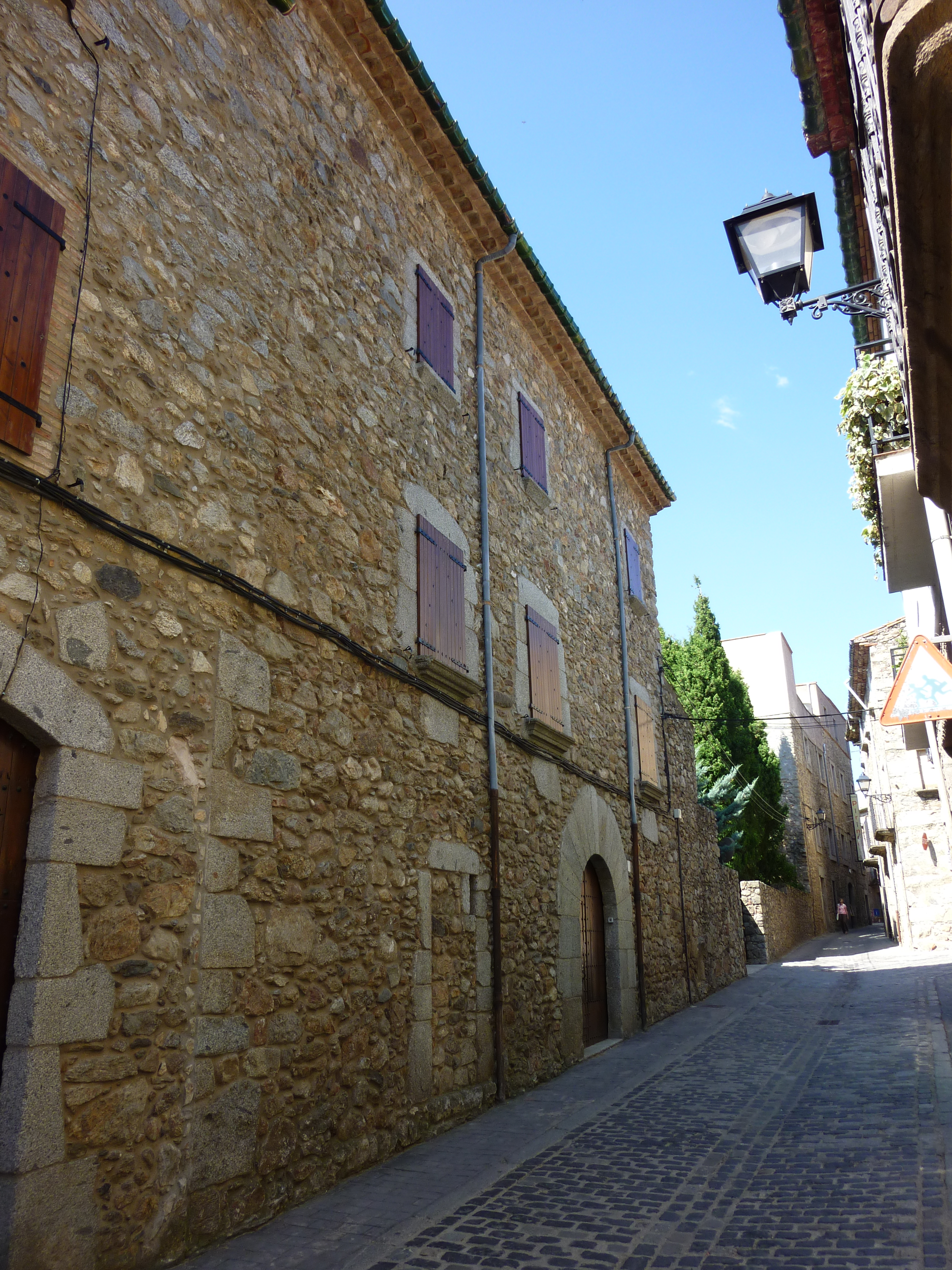
Can Lluansí
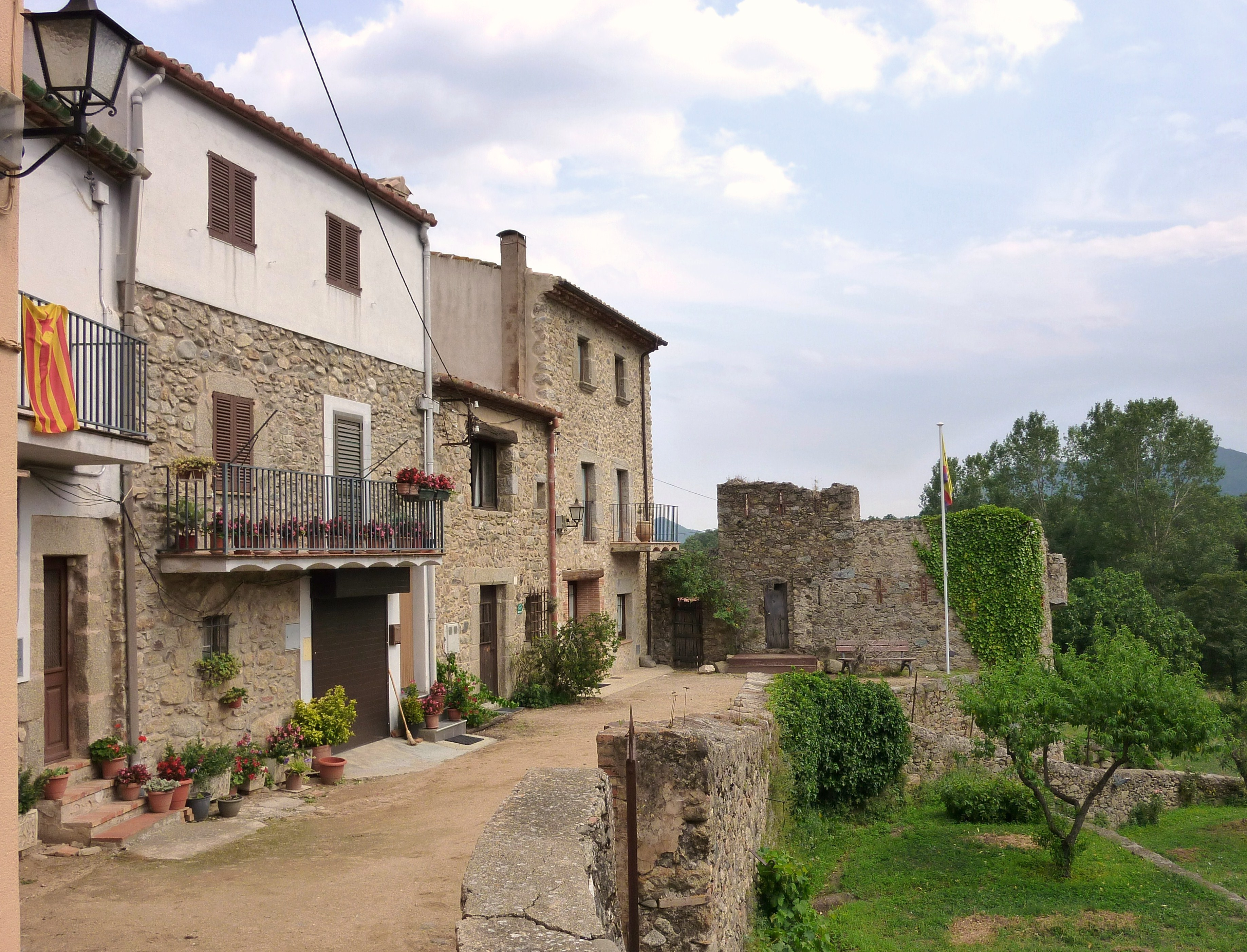
Les cases del carrer de l'Hospital, i la Torre Carlina a la dreta
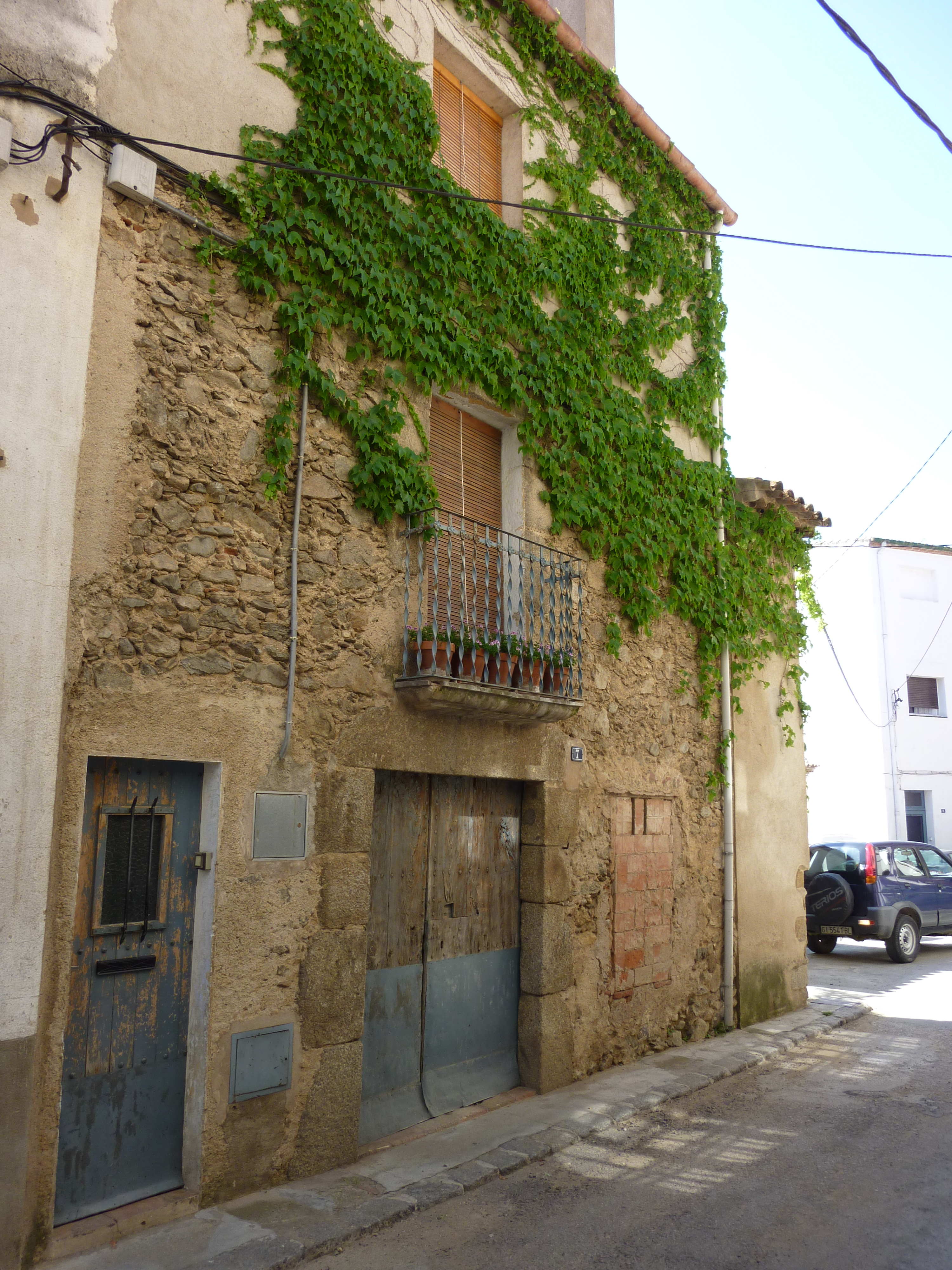
Can Nicàsio
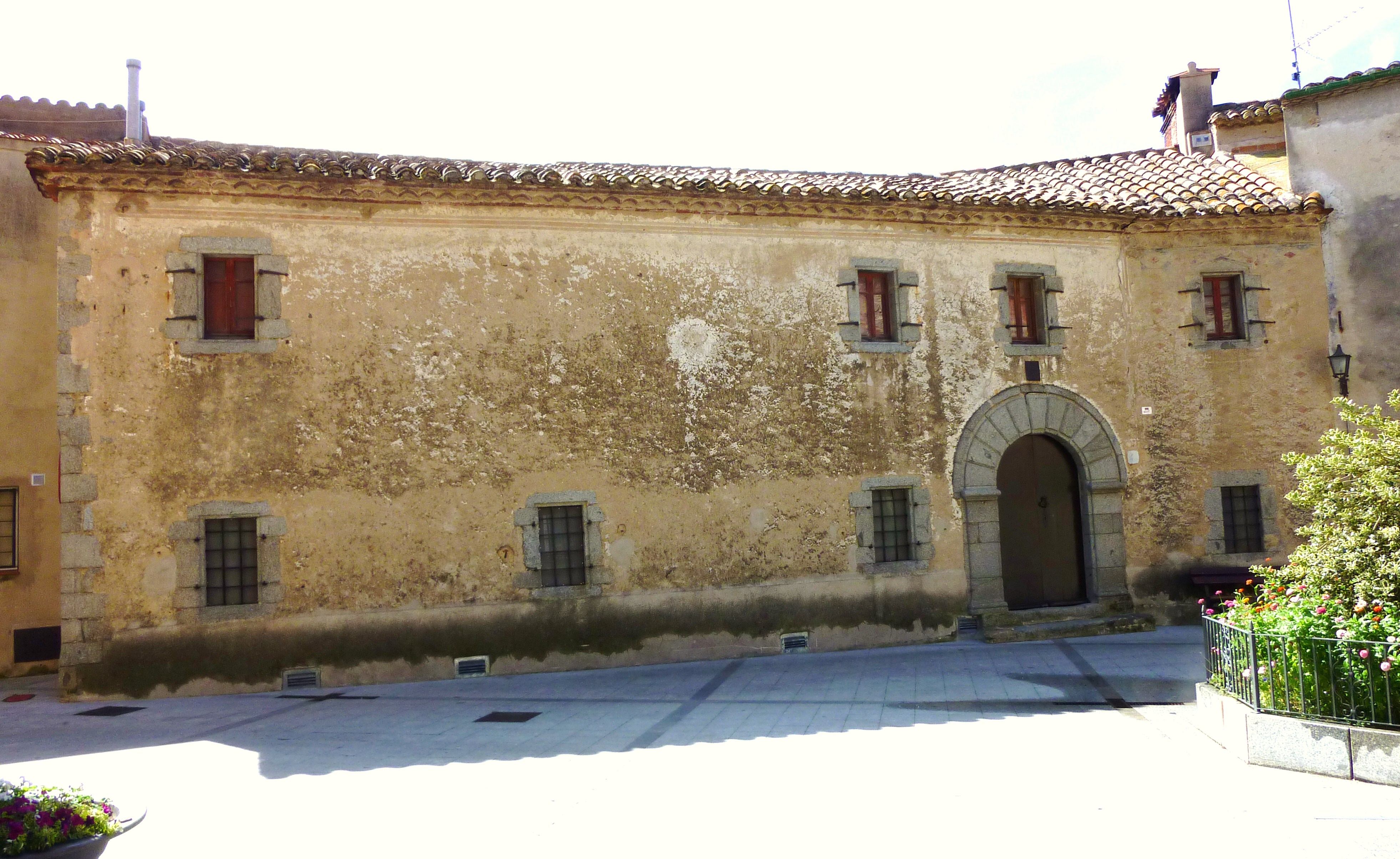
Ca l'Olivet
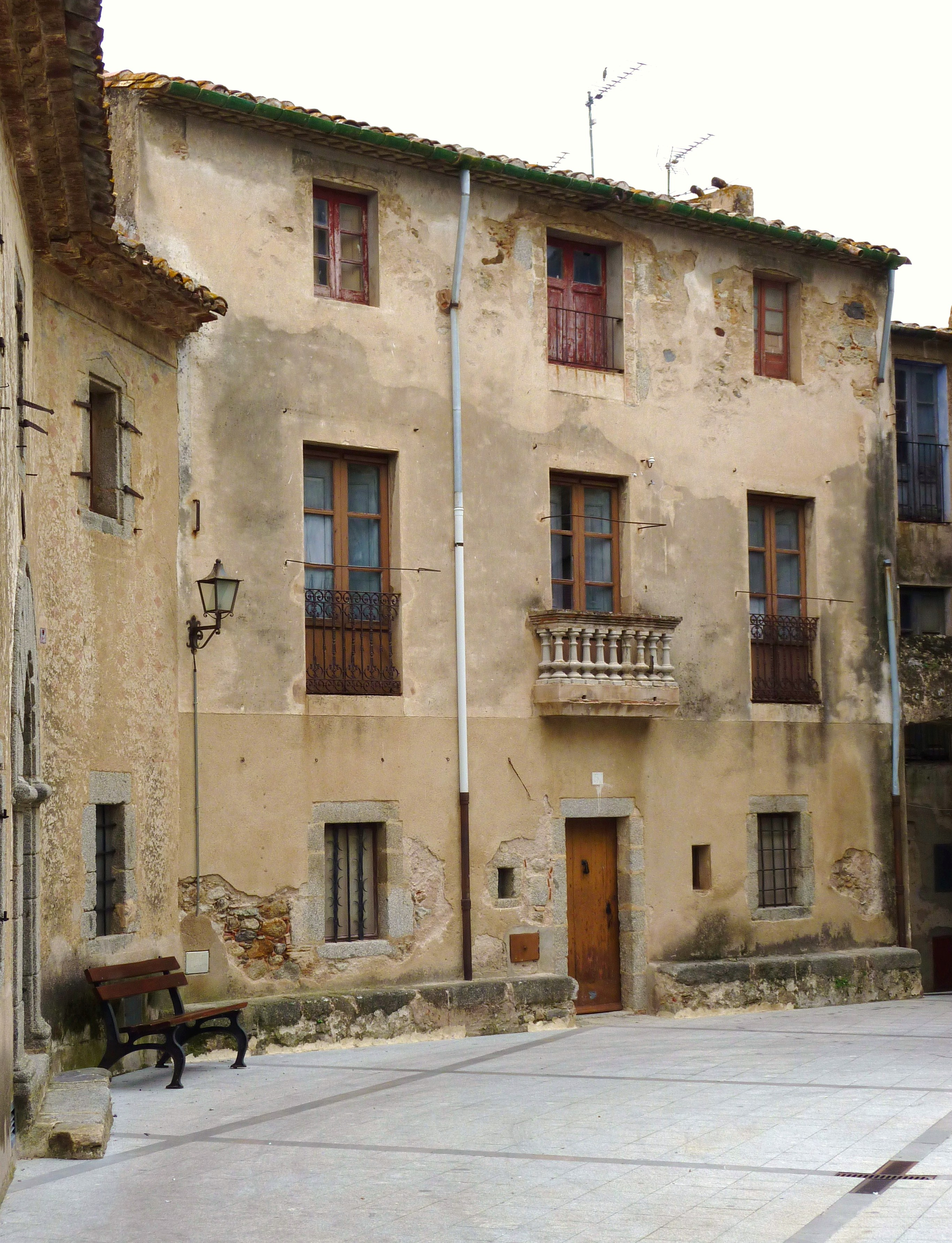
Ca les Vinyes
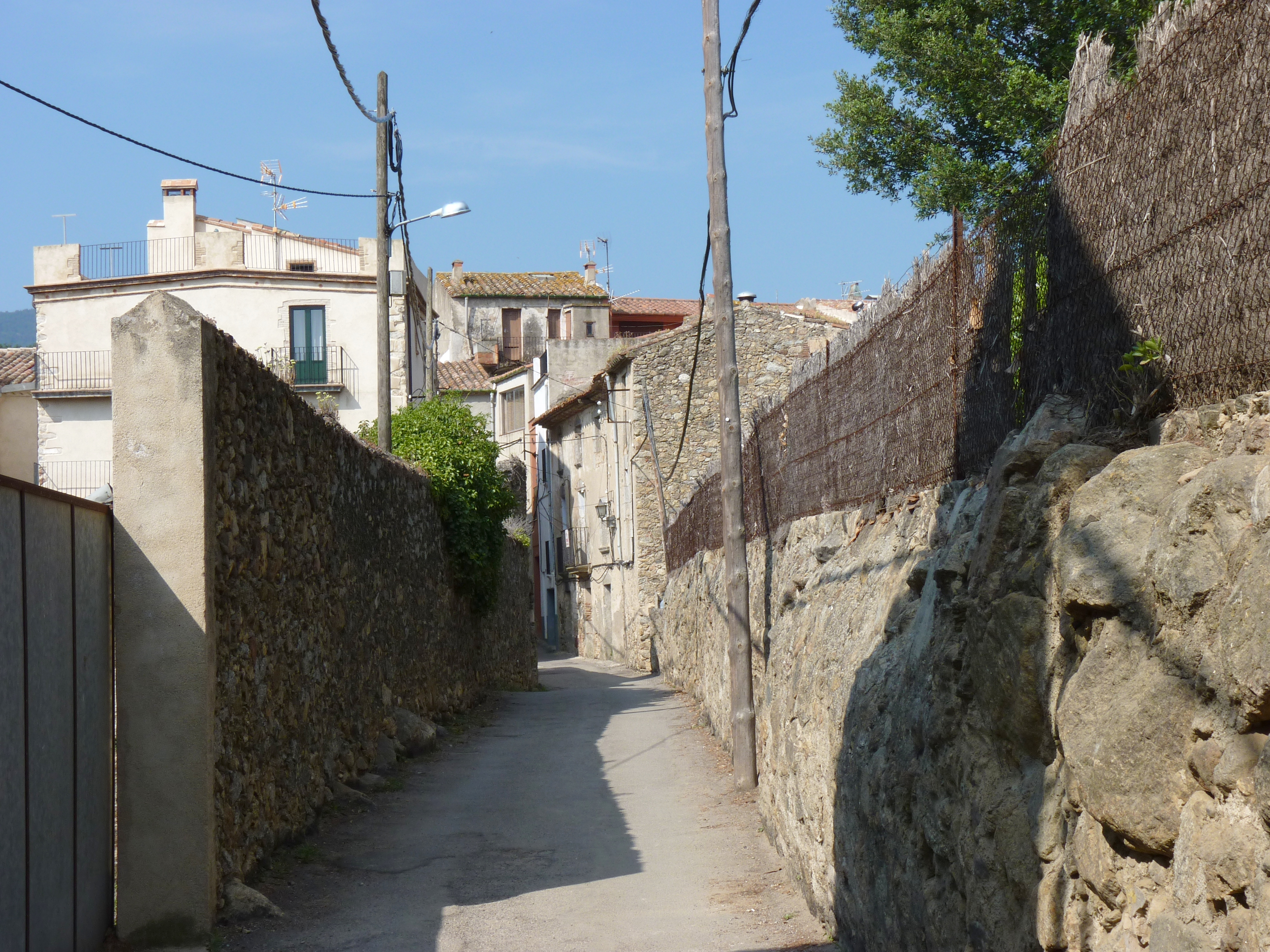
La Paret Nova. Al centre, can Tomeu Patró i can Rupiu
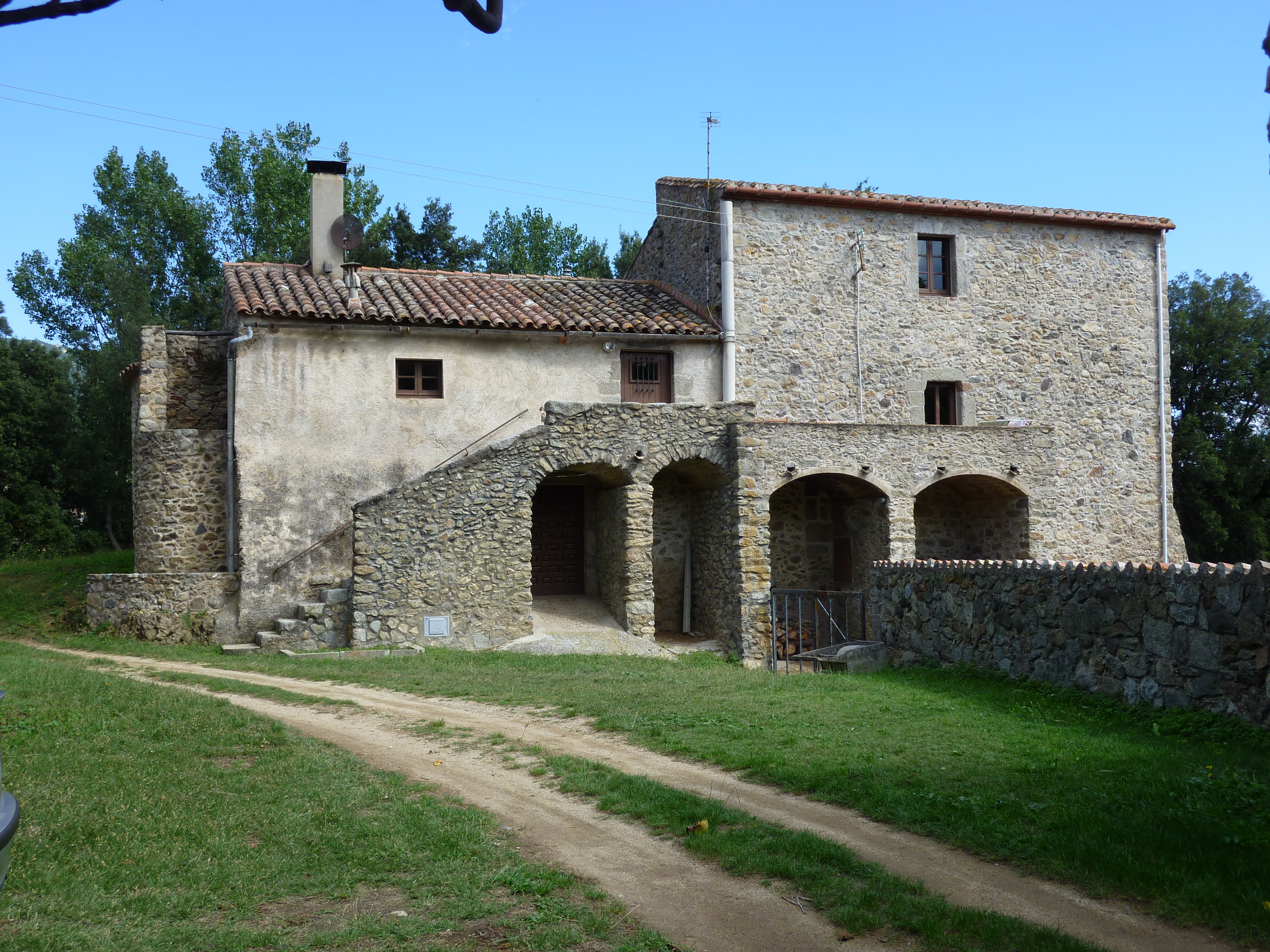
La Cardona
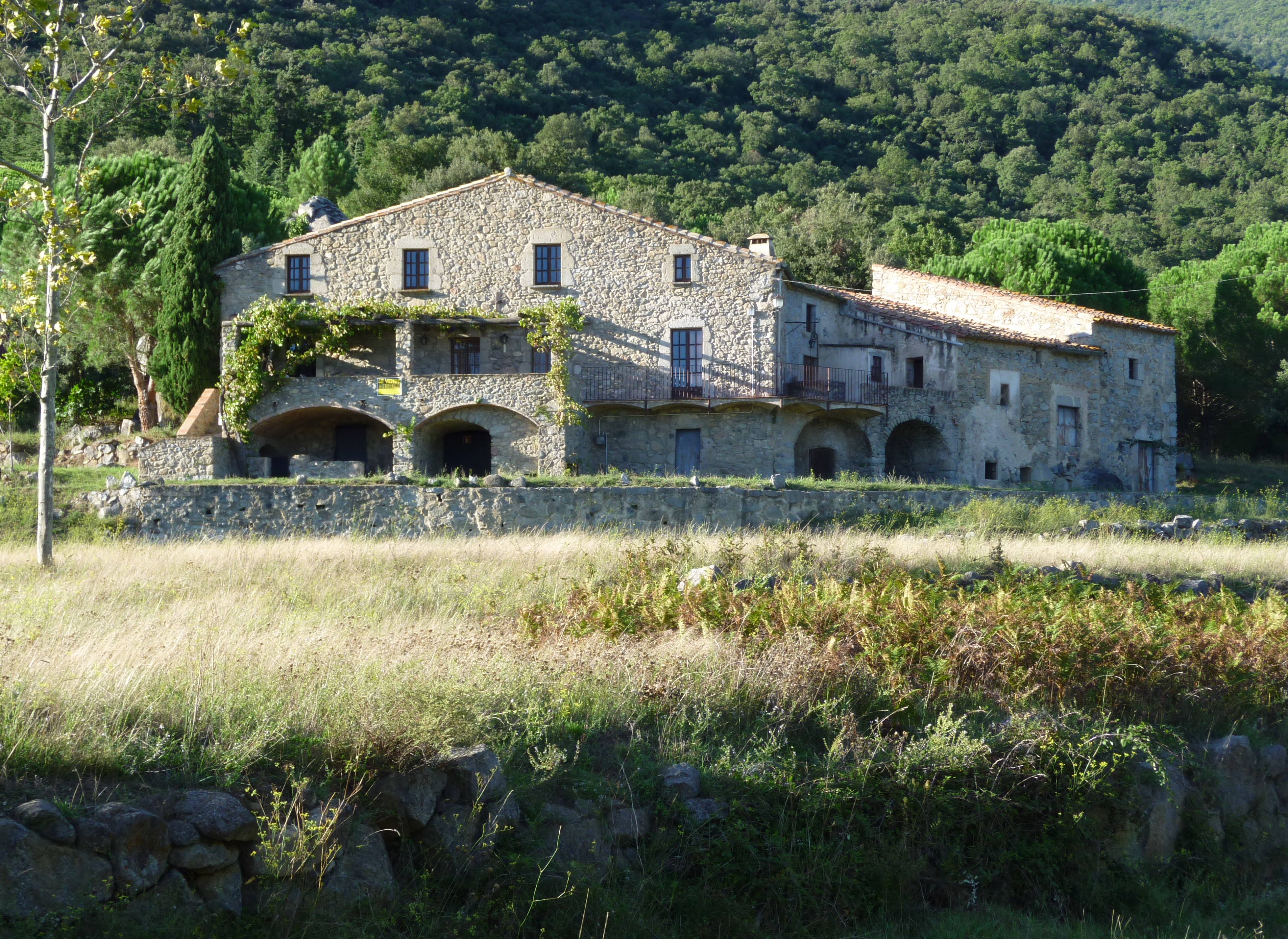
Can Muntada
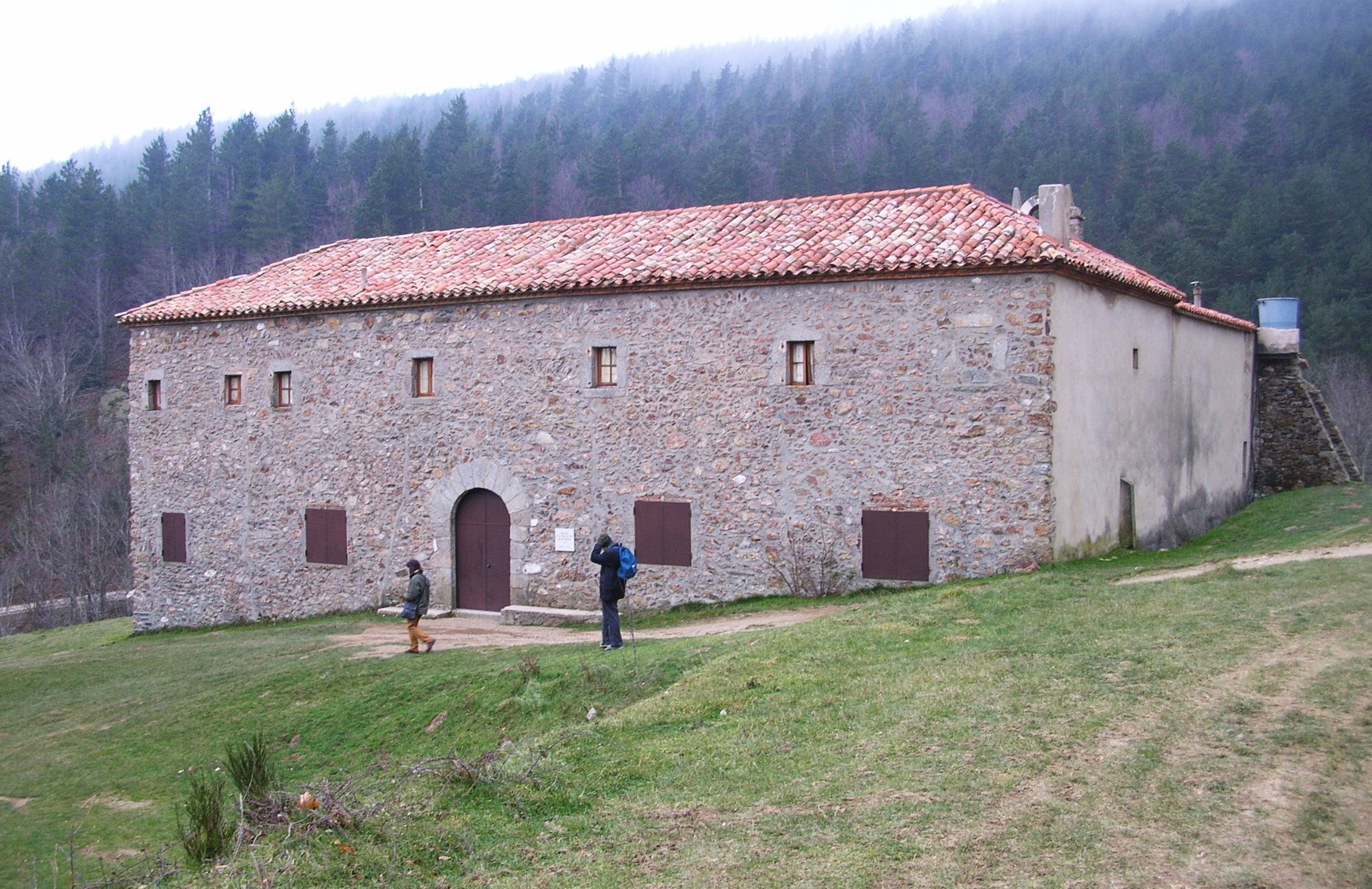
Façana del santuari
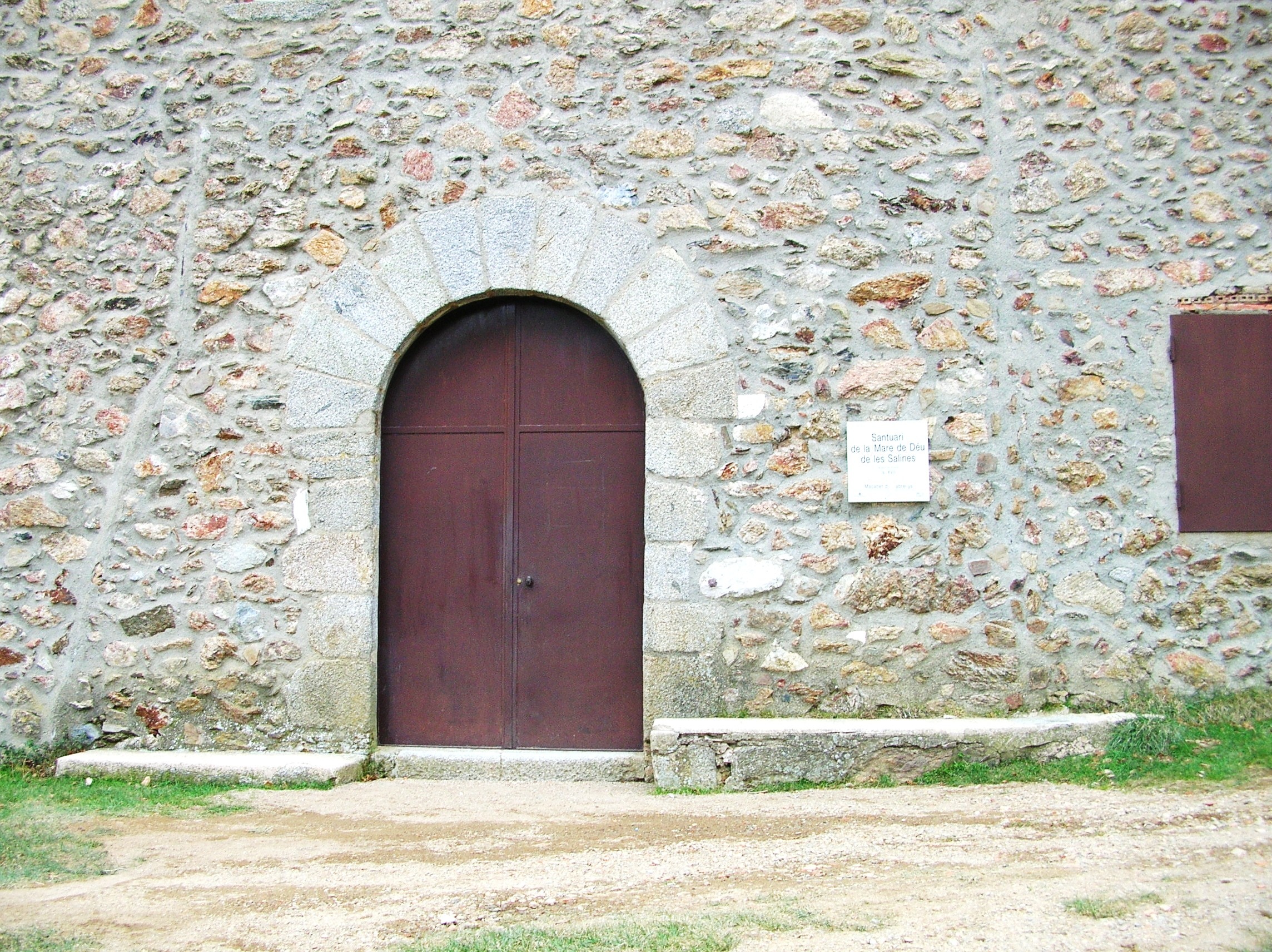
Porta del santuari
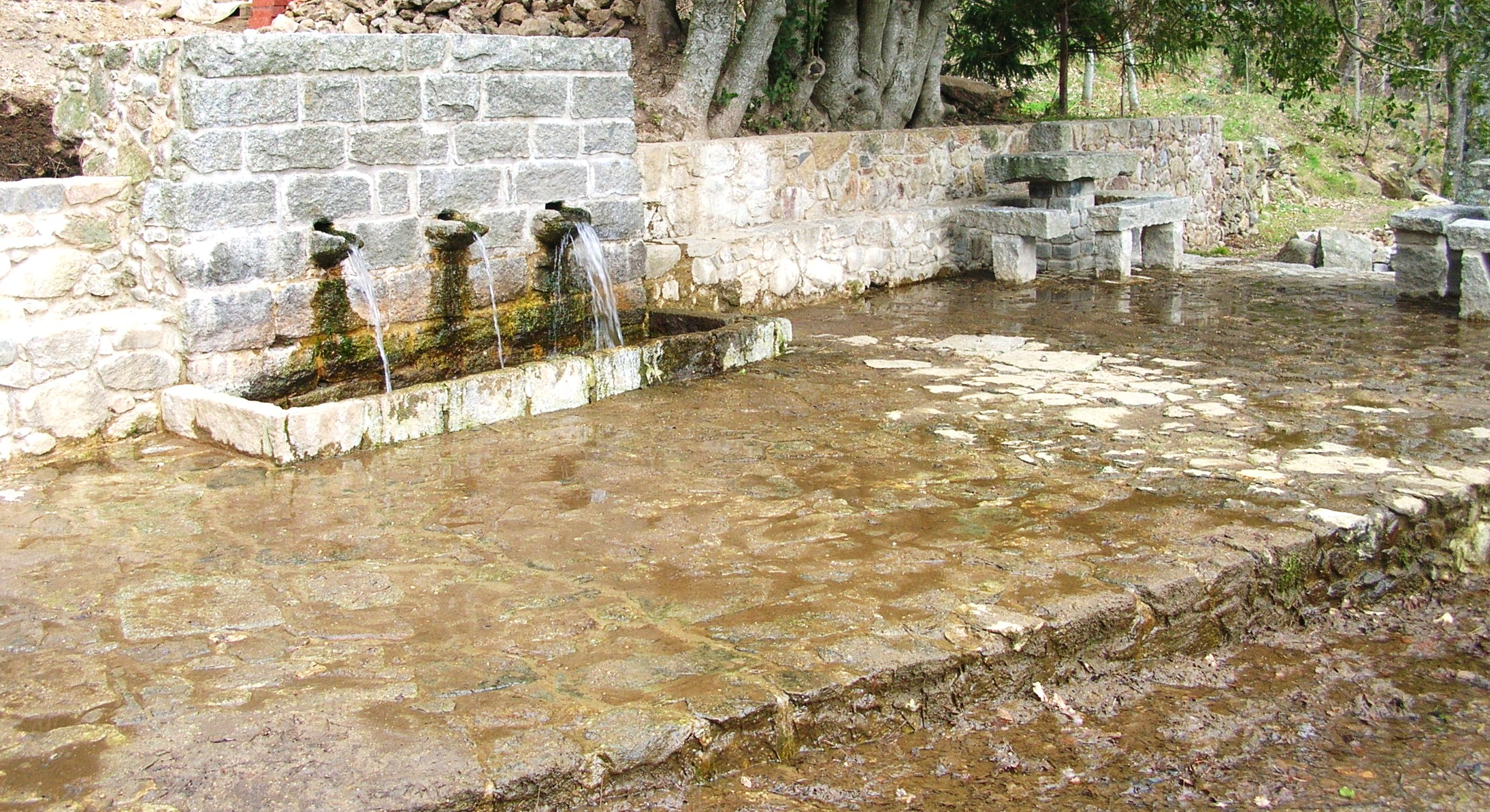
La font dels tres rajos, a tocar del santuari
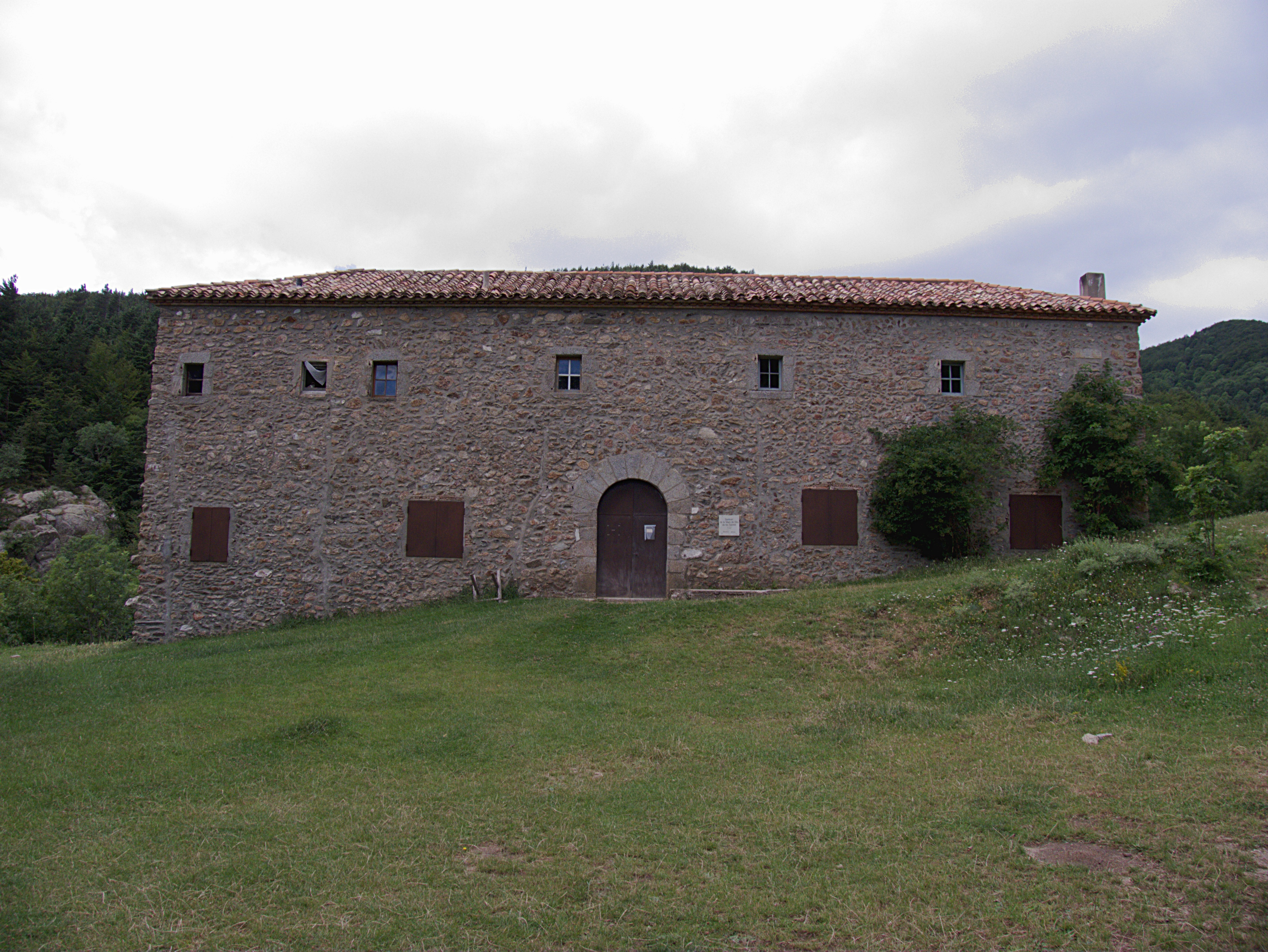
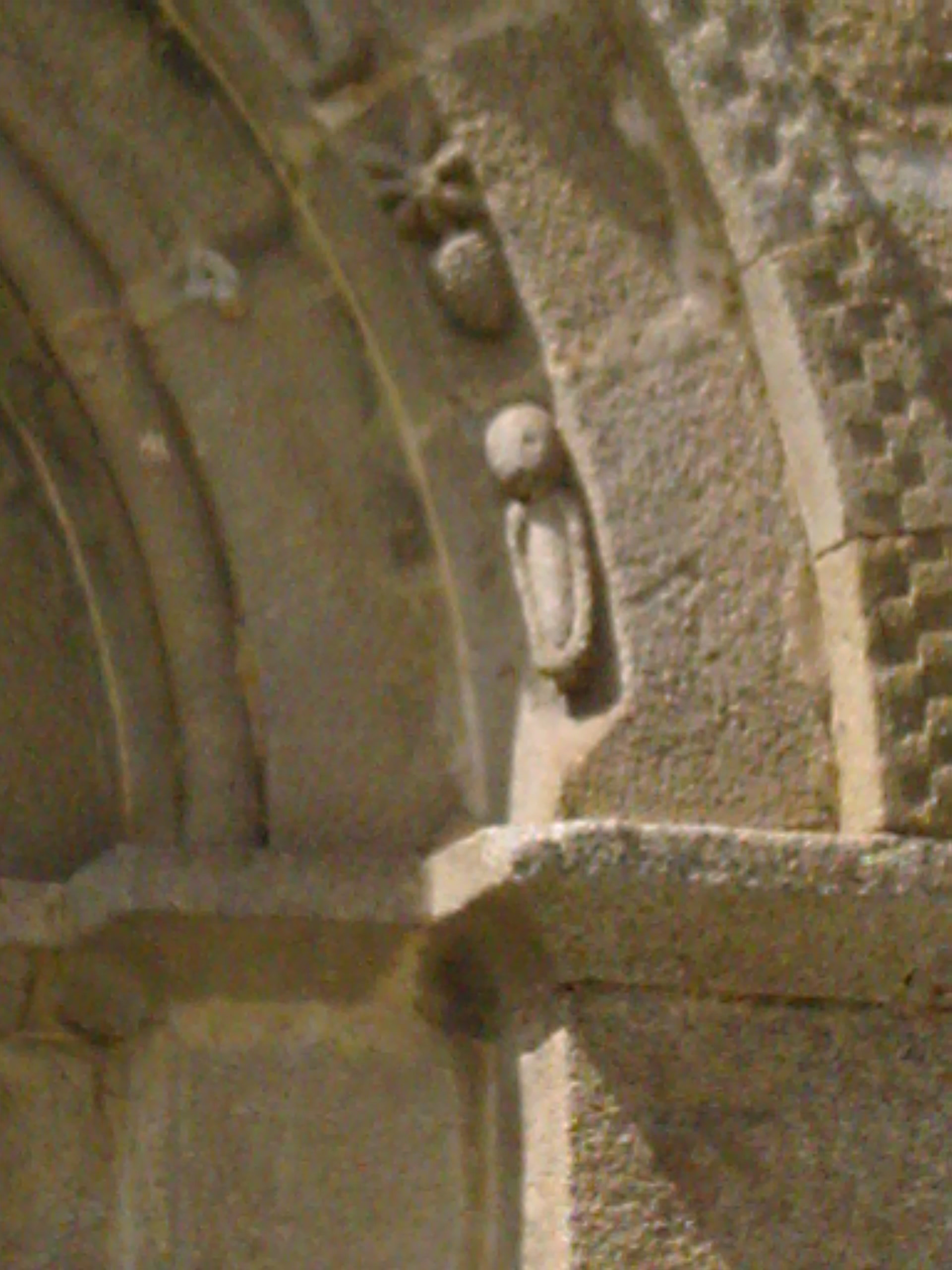
Detall del portal de l'església
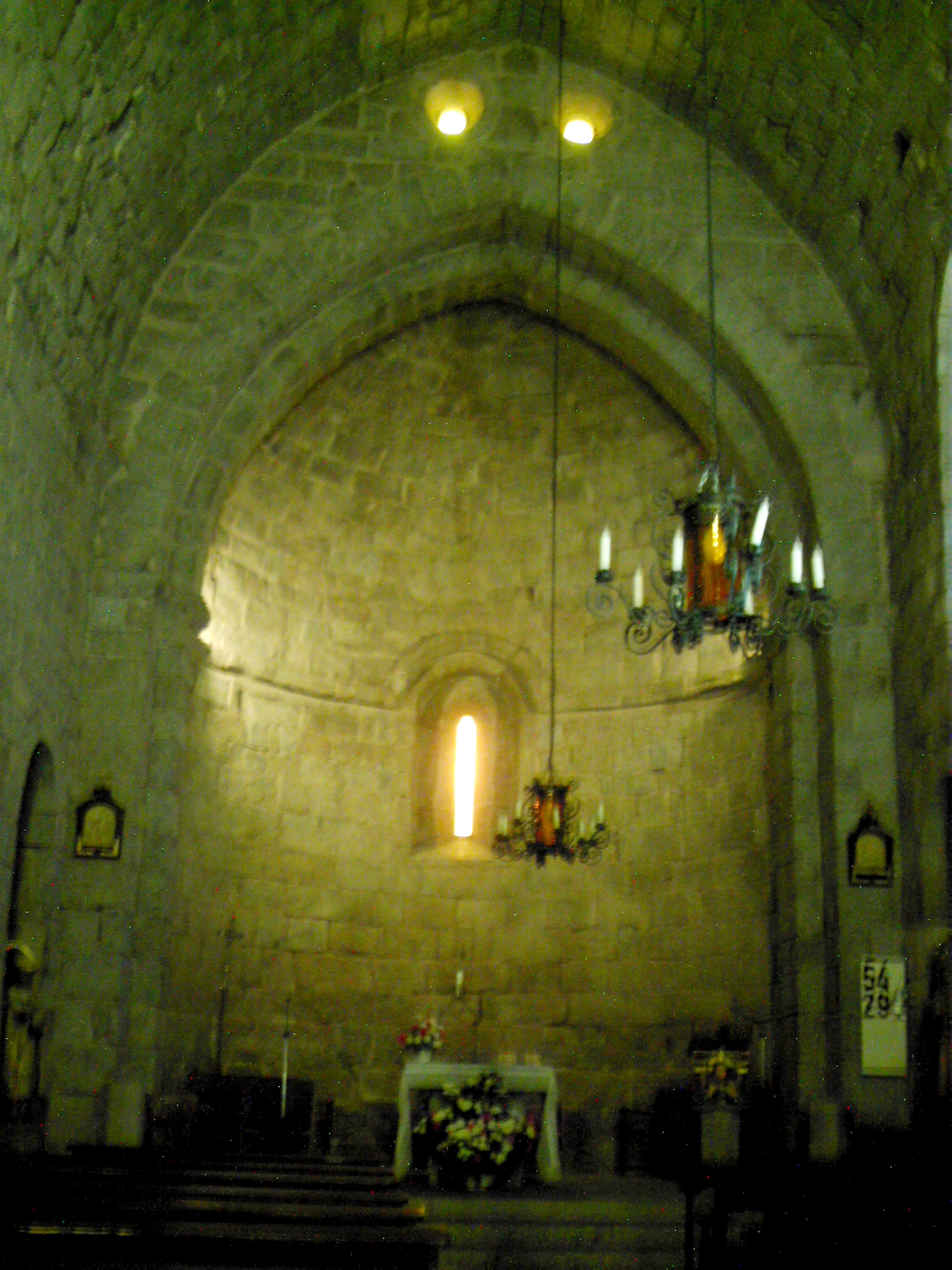
Capçalera
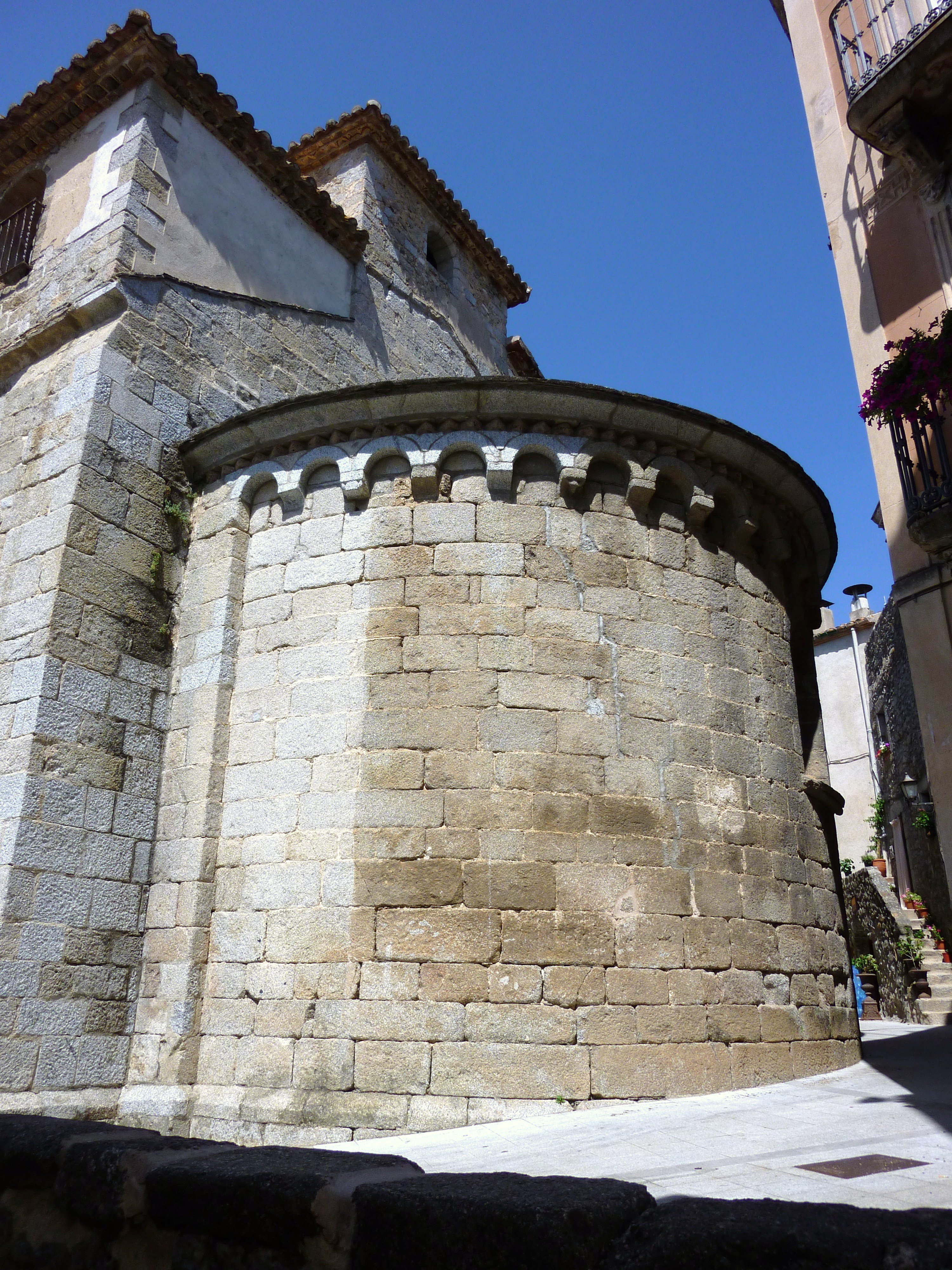
Absis
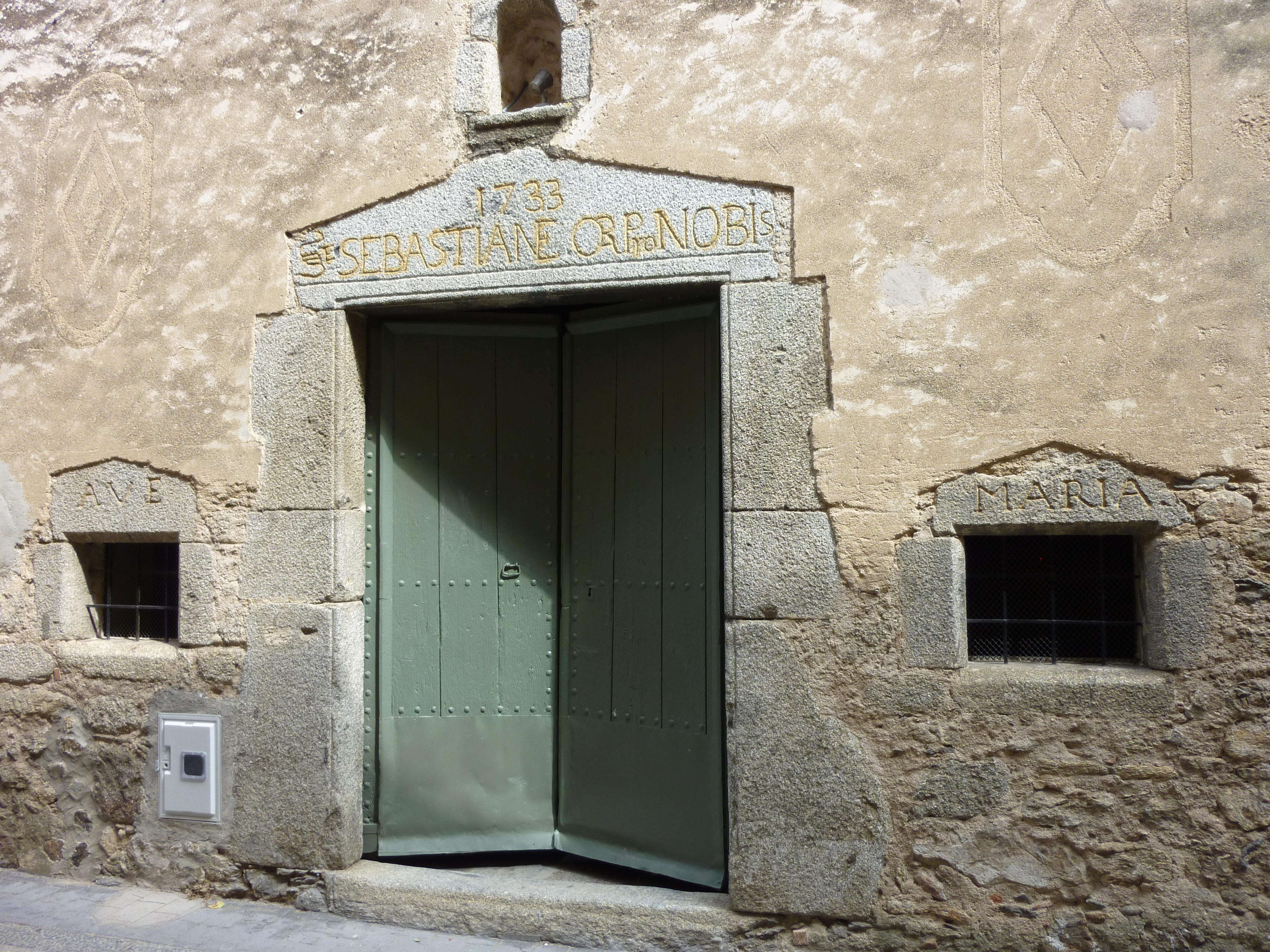
Façana de la capella
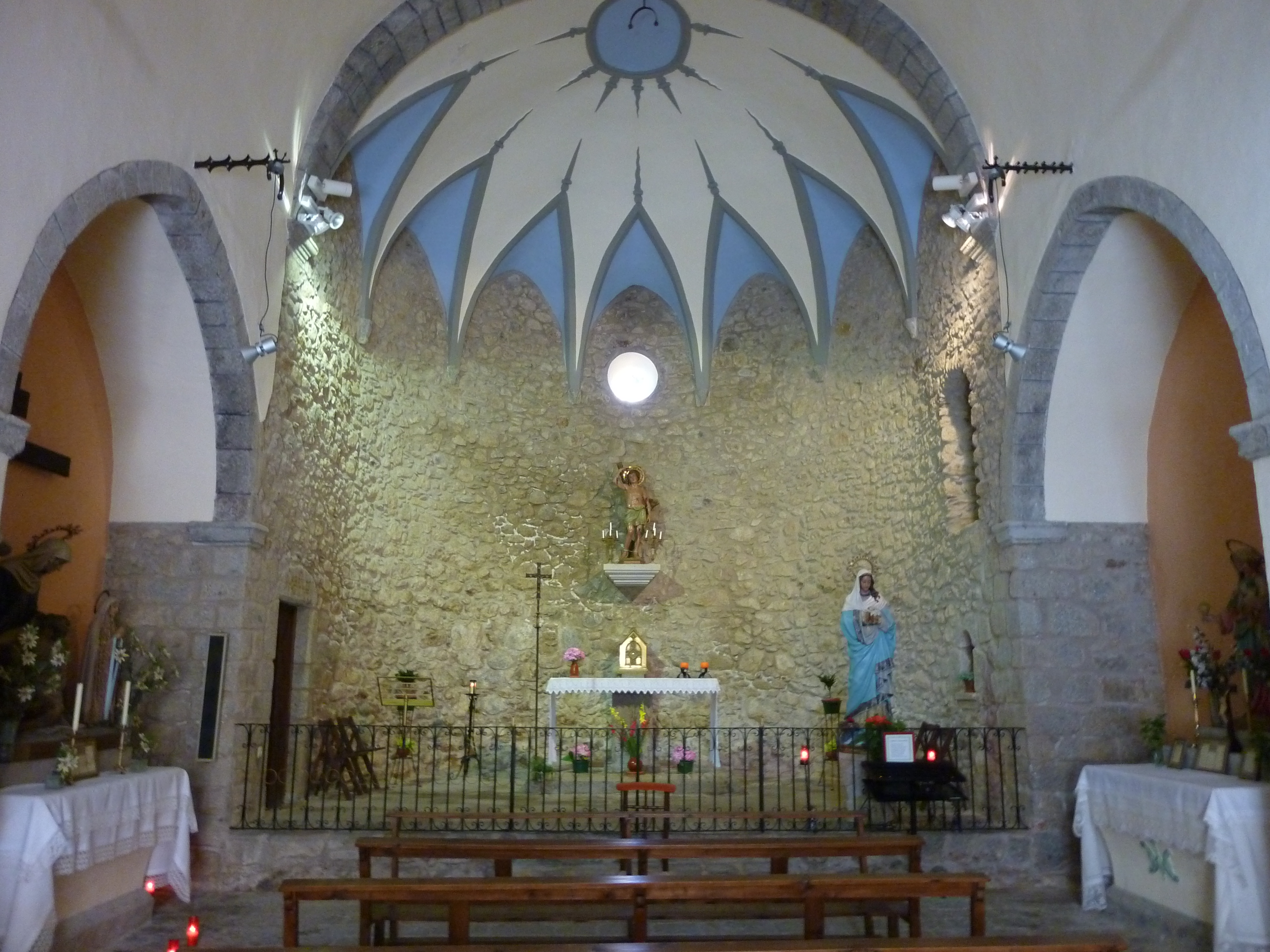
Interior de la capella
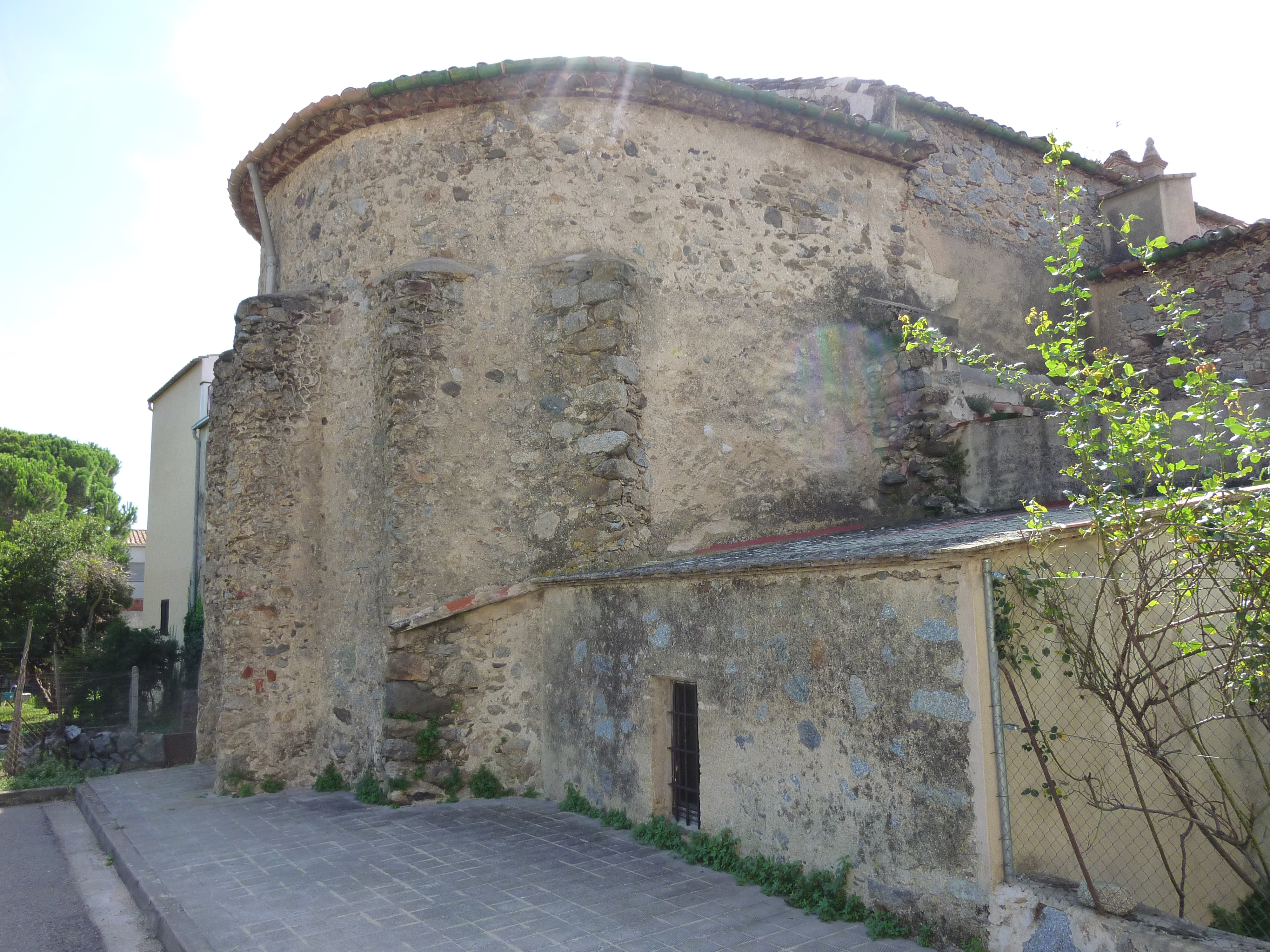
Absis